# Будун
Буду́н (тадж. Будун) — сельский населённый пункт (тадж. деҳа) в Ванджском районе Горно-Бадахшанской автономной области Республики Таджикистан. 
Административно относится к сельской общине (джамоату) Язгулом, его административный центр.
Расположен в высокогорном районе, в долине реки Язгулям. Расстояние от села до районного центра (село Ванч) — 70 км,.  
Население — 915 человек (2017 г.), язгулямцы. 